# André Ox
Pour les articles homonymes, voir Ox.
André Ox, de son vrai nom André Oxy, né le 23 août 1925 à Moscou et mort le 24 août 1944 à Bagneux, est un résistant français d'origine arménienne.

## Biographie
Lors de la Seconde Guerre mondiale, il est étudiant puis ouvrier. Il est interprète pour le capitaine Tsolak Charnazerian, un soldat soviétique capturé lors du siège de Léningrad et responsable d'un groupe local de Francs-tireurs et partisans après qu'il s'est réfugié à Bagneux à la suite de son évasion d'un camp de prisonniers.
Lors d'un accrochage à Bagneux avec des soldats allemands le 24 août 1944, Ox va récupérer des armes sur les corps et est grièvement blessé à la tête par une balle allemande. Soigné dans une école à Arcueil, il meurt peu après.

## Postérité
Sur le lieu du drame, à proximité de la gare de Bagneux le long de la ligne de Sceaux (Ligne B du RER d'Île-de-France) en direction de la gare de Bourg-la-Reine, se trouve une croix blanche (anciennement noire) portant l'inscription « André OX - FFI ». Il s'agit d'un mémorial entretenu par plusieurs conducteurs de la ligne.
Il existe également une rue André-Ox à Bagneux et une plaque commémorative près de la croix.